# Lackendorf
Lackendorf è un comune austriaco di 586 abitanti nel distretto di Oberpullendorf, in Burgenland. Nel 1971 fu soppresso e unito a Raiding e Unterfrauenhaid per formare il nuovo comune di Raiding-Unterfrauenhaid, ma il 1º gennaio 1990 i tre comuni riacquistarono la loro autonomia.